# Schloss Gladishof

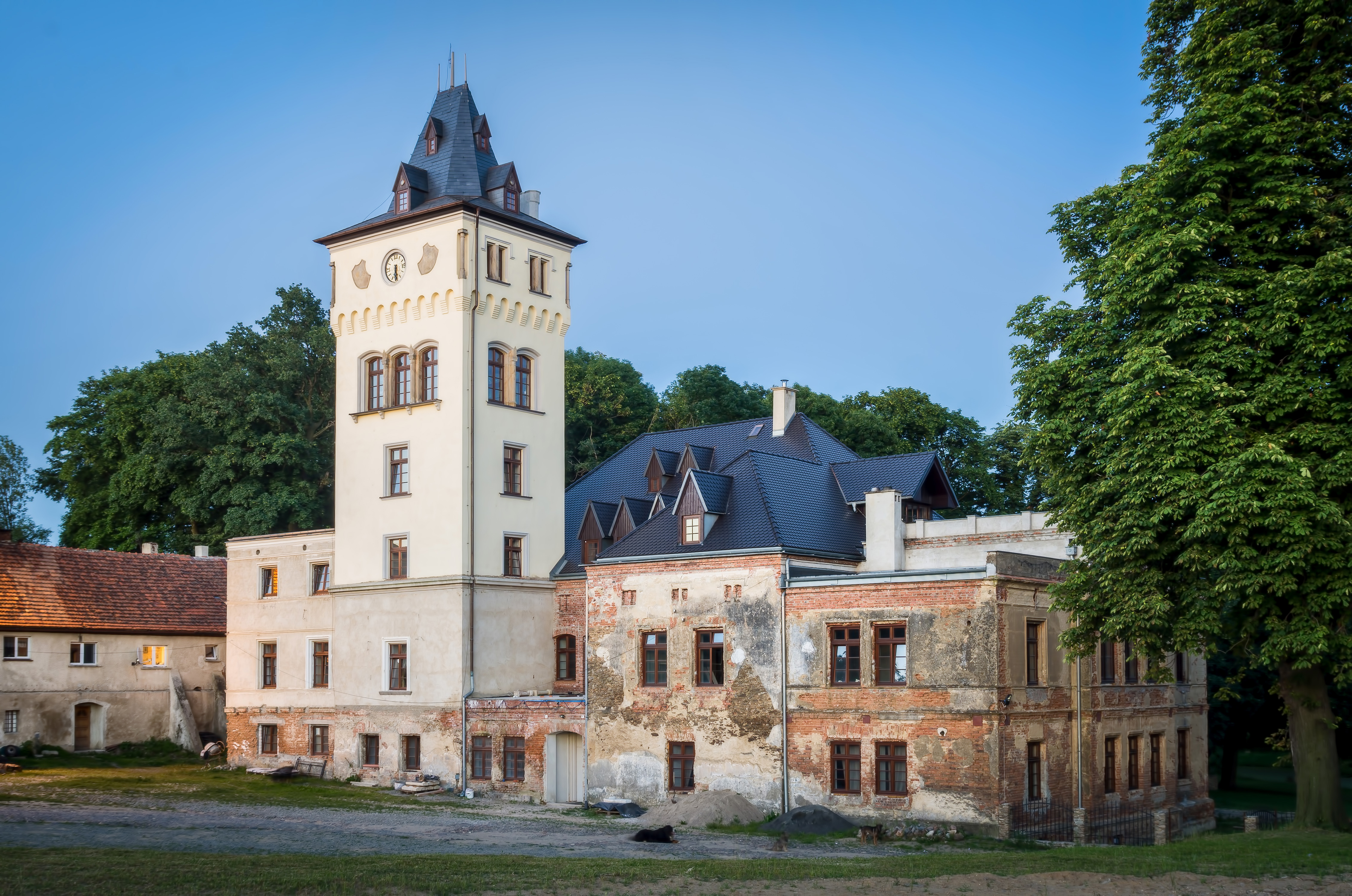
Schloss Gladishof

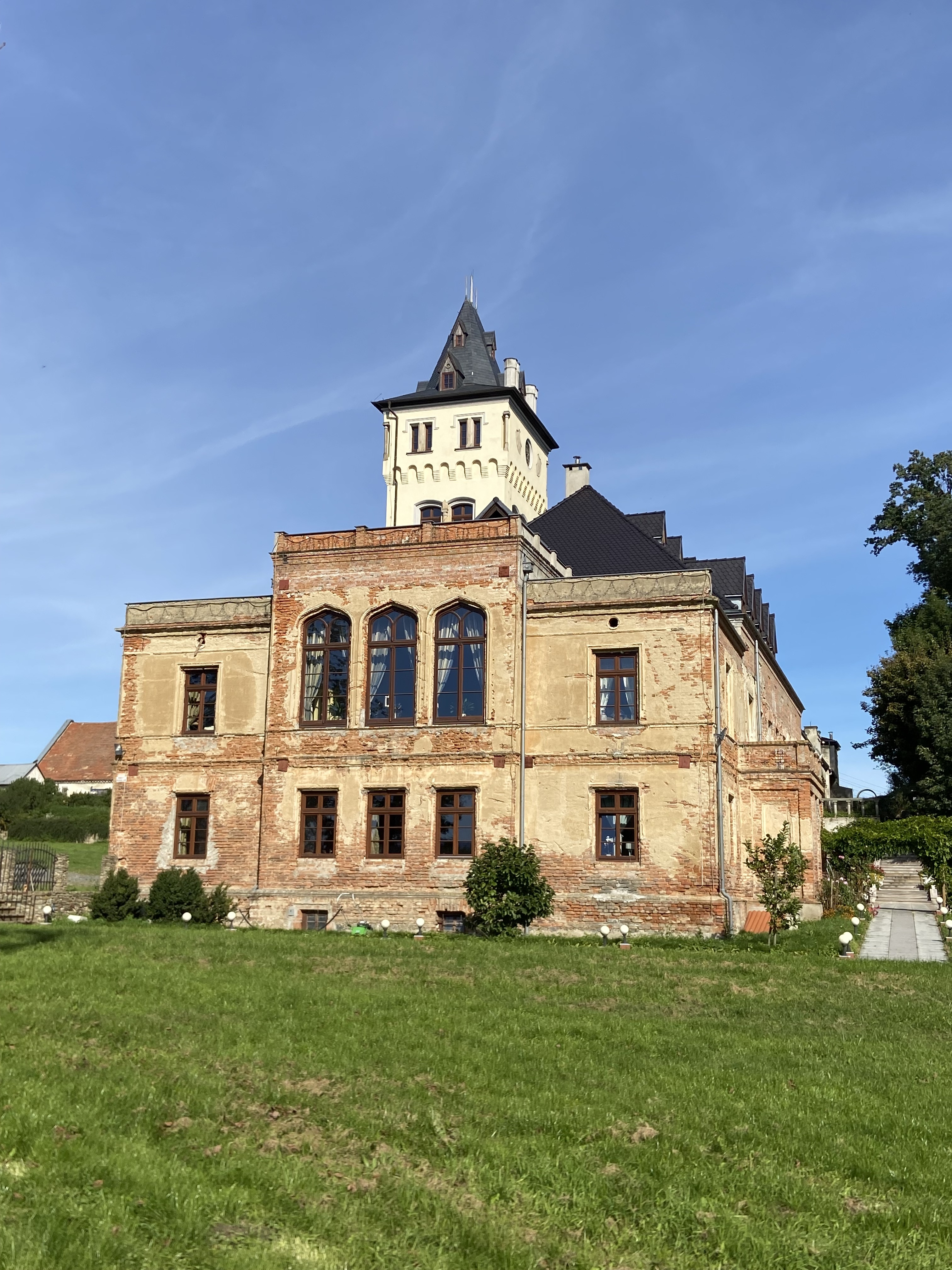
Schloss Gladishof von Süden (2021)

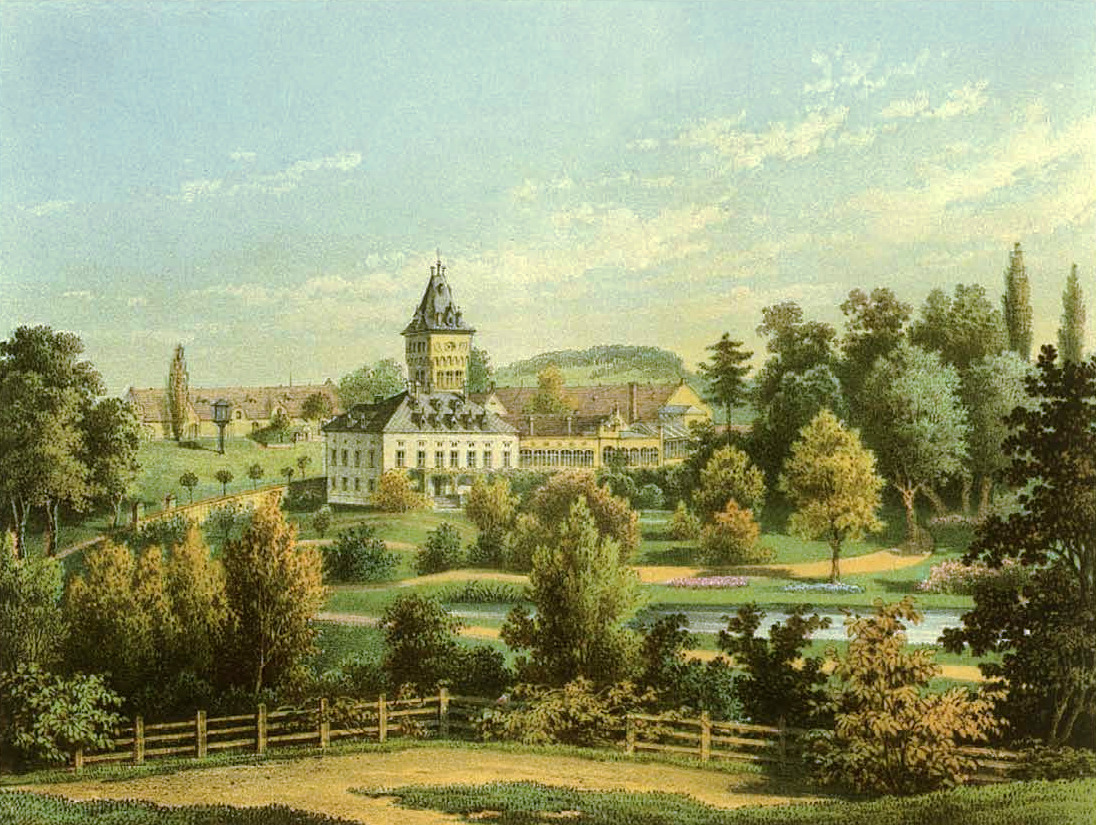
Schloss Gladishof um 1860, Sammlung Alexander Duncker

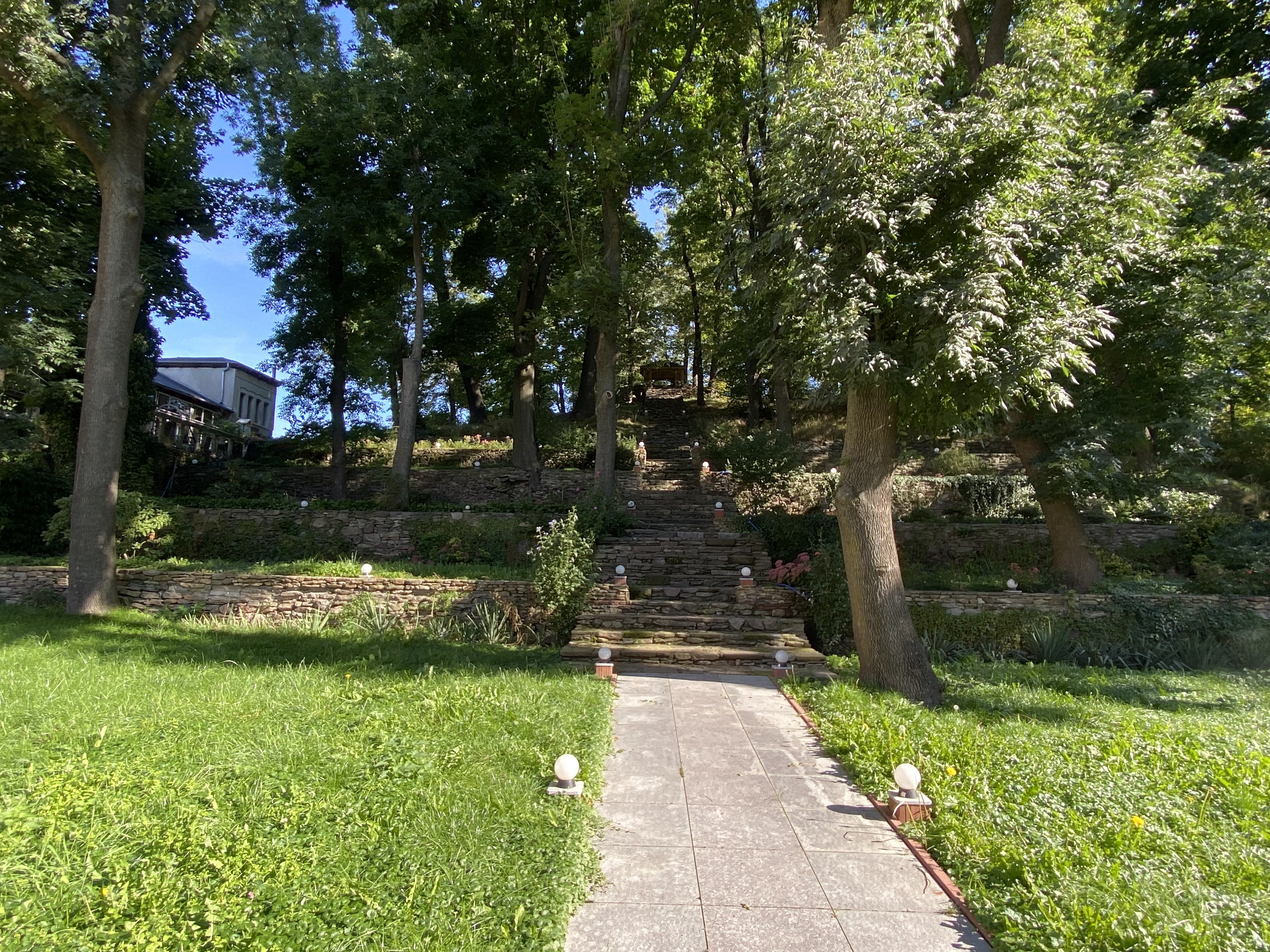
Schlosspark mit beleuchteten Terrassen (2021)

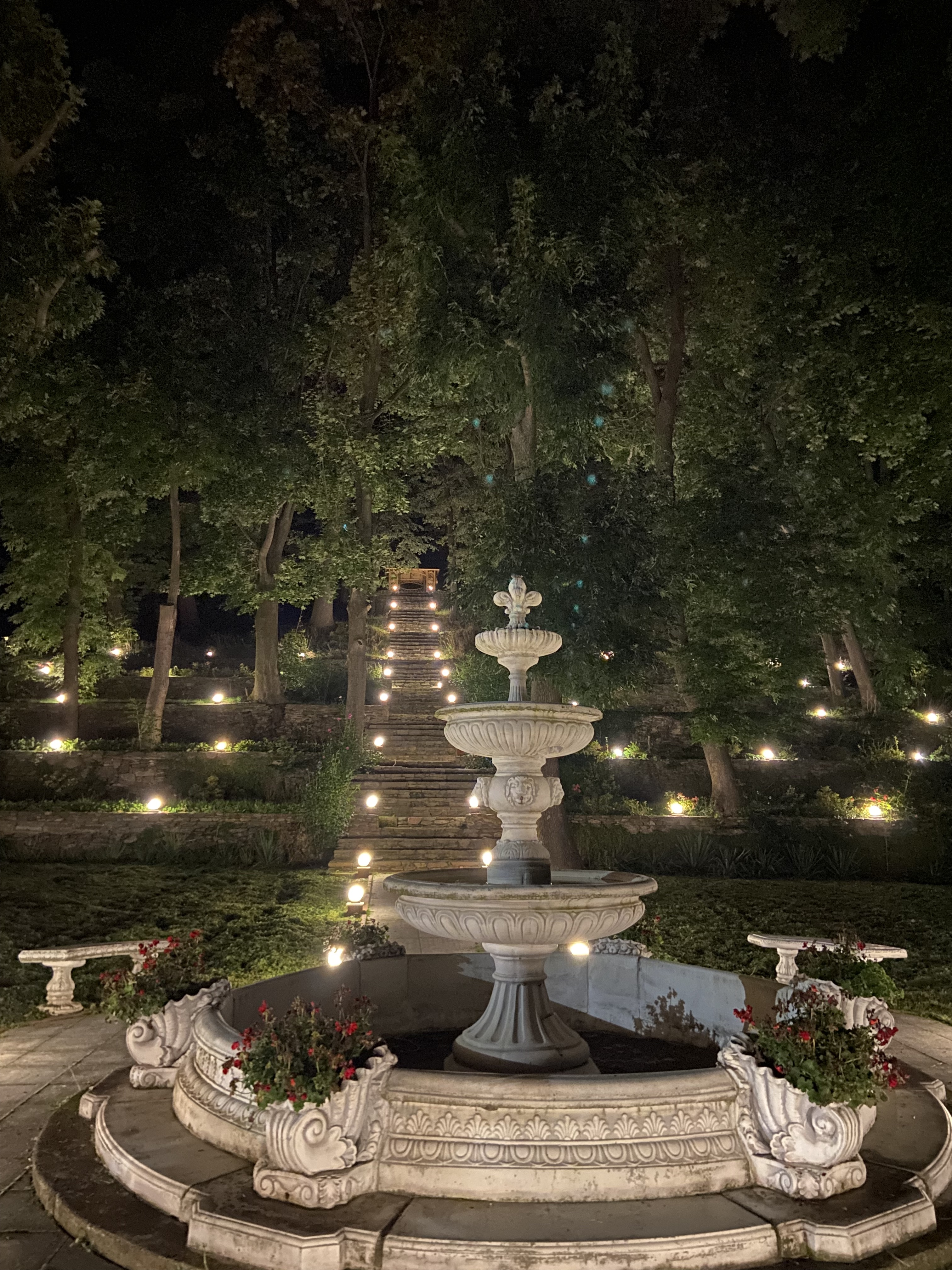
Schlosspark mit beleuchteten Terrassen (2021)

Das Schloss Gladishof auch Peilau-Gladishof bzw. Glazhof (polnisch Pałac Gladishof) in Piława Górna (deutsch Ober-Peilau) entstand in der Wende vom 17. zum 18. Jahrhundert. Die neugotische Fassade und Ausstattung erhielt es im 19. Jahrhundert. Seit Anfang der 1980er Jahre steht das Schloss und die angrenzende Parkanlage unter Denkmalschutz.

## Geschichte
Gladishof ging aus einem Vorwerk das Anteiles Ober-Mittel-Peilau hervor. Die Ersterwähnung stammt aus dem Jahr 1367, als der Schweidnitzer Herzog Bolko II., der Ober- und Nieder-Peilau an Franz von Peterwald verpfändete. Später gelangte das Gut an die Herren von Pogrell, die es bis zum Aussterben der Familie mit Bernhard von Pogrell 1631 in Besitz hatten. Der nächste Besitzer von Ober-Mittel-Peilau war Nickel Tiechert. Von ihm erwarb es 1674 Joachim Siegmund von Seidlitz und Ludwigsdorf, dem es bis 1695 gehörte. Von Christoph von Steinberg erwarb es 1700 Siegmund von Gladis, von dem sich der Name des Anwesens ableitet. Zu Beginn des 18. Jahrhunderts wurde es von der Familie von Padelt übernommen. Von 1714 bis 1720 besaß den Mittel- und Nieder-Peilau Anteil Joachim Friedrich von Seidlitz. 1785 gehörte das in dem Anteil liegende königliche Lehngut George Hoffmann. 1830 war die Besitzer von Gladishof und Schmolzhof die Herren von Tischirschky. 1842 erhielt Ober-Mittel-Peilau mit Gladishof und Schmolzhof Karl Sadebeck für 73.500 Taler. Zwischen 1860 und 1880 kaufte der preußische Gesandte in Brüssel Wilhelm Graf von Perponcher-Sedlnitzky das Gut von Augusta von Redern. Nach deren Tod erbte es August Graf von Perponcher-Sedlnitzky. Bis 1926 besaß Gladishof der Bergbaubeamte Eberhard Mauve aus Prag, der das Land bis Ende der 1930er Jahre verpachtete. Nach dem Zweiten Weltkrieg wurde das Anwesen vom polnischen Staat übernommen. Bereits 1959 wurde der Erhaltungszustand als ruinös beschrieben. 1996 kaufte die Schlossruine eine polnisch-französisches Unternehmen. Seit ca. 2010 wurden umfassende Sanierungsmaßnahmen durchgeführt. In Folge erhielt das Gebäude ein neues Dach.

## Beschreibung
Ein Vorgängerbau entstand möglicherweise in der zweiten Hälfte des 17. Jahrhunderts bis Anfang des 18. Jahrhunderts. Das alte barocke Herrenhaus wurde Mitte des 19. Jahrhunderts im Stil der Neugotik umgestaltet und erweitert. Es ist heute ein zweistöckiges Backsteingebäude auf rechteckigen Grundriss mit Erweiterung nach Südwesten und einem nördlichen quadratischen Turm. Die Inneneinrichtung wurde nach 1945 vollständig zerstört. Das Anwesen ist umgeben von einem Wirtschaftsgebäude und einem 3,8 Hektar großen Landschaftspark.

## Galerie

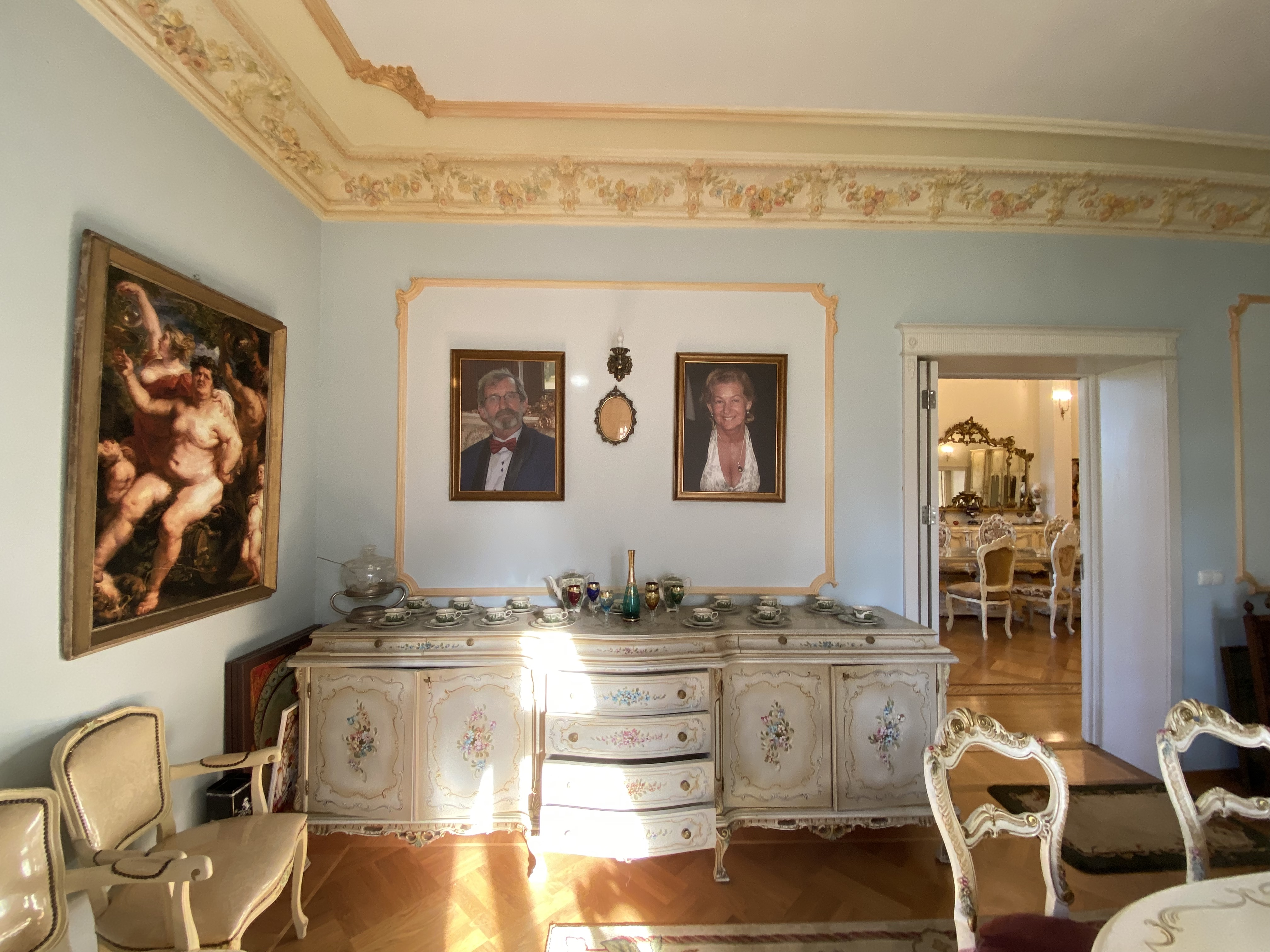
Schloss Gladishof – Porträts der Besitzer – Rückkehr zur Tradition
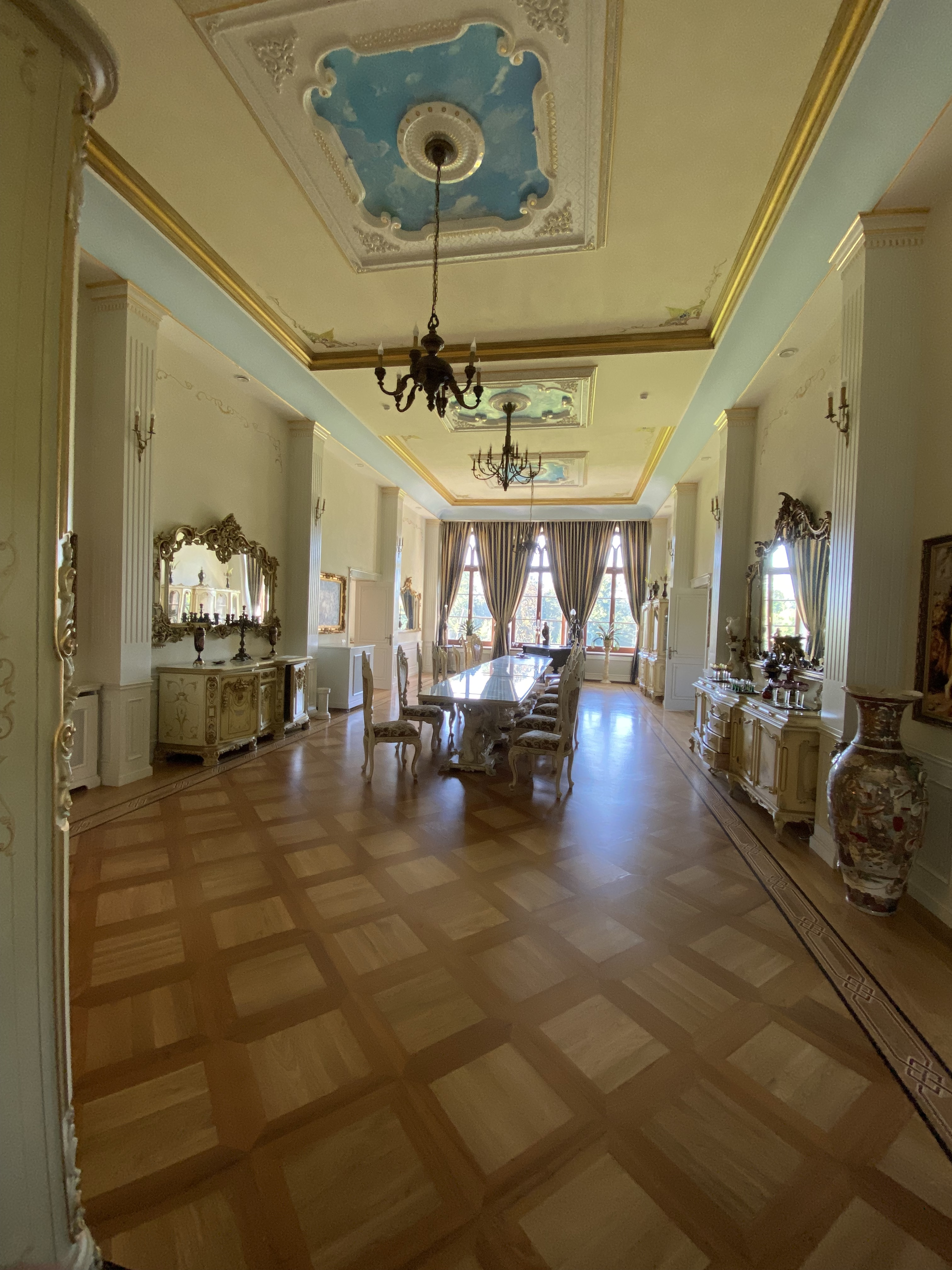
Schloss Gladishof – Hoher Saal
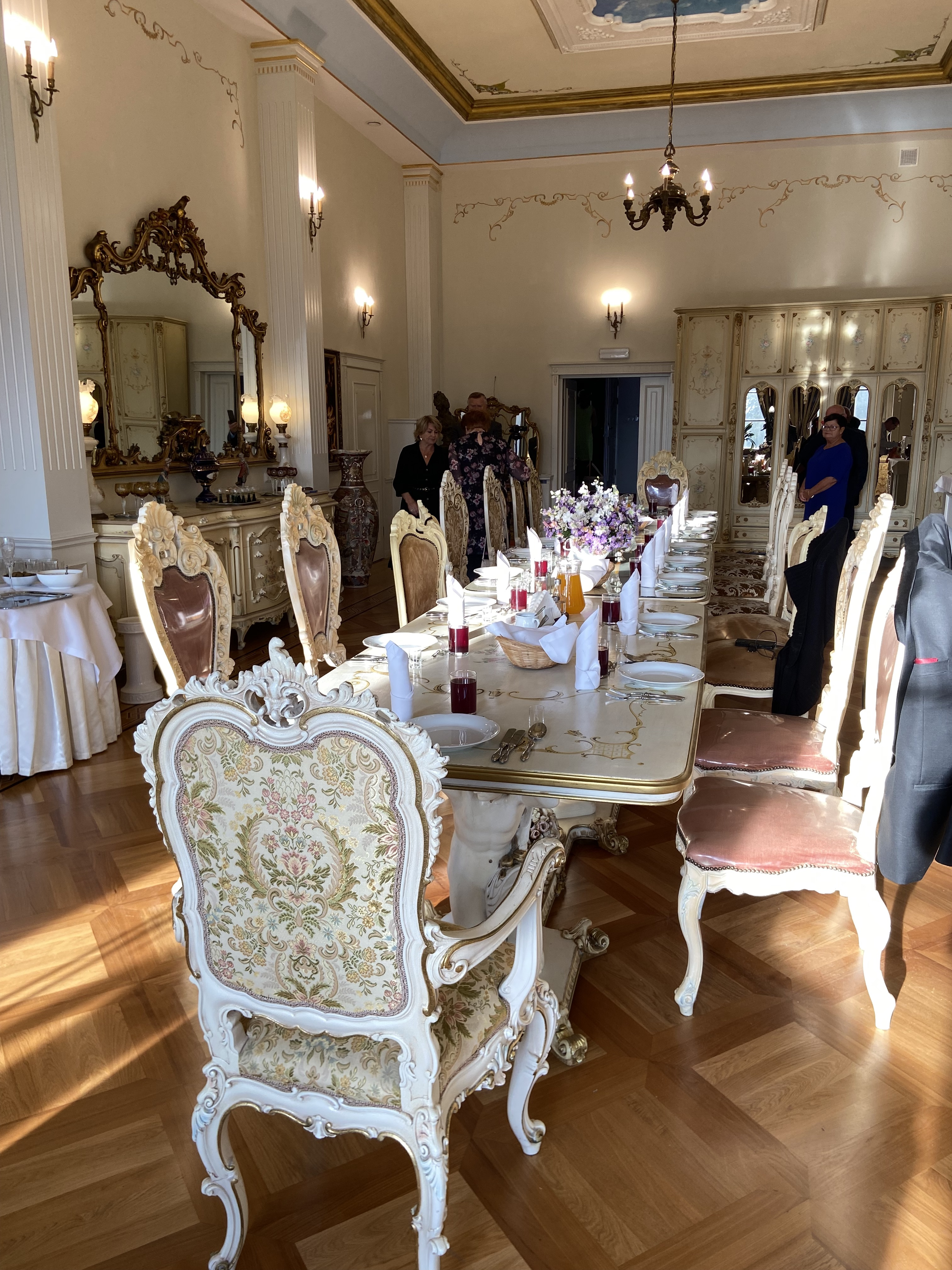
Schloss Gladishof – Hoher Saal bereit Gäste zu empfangen
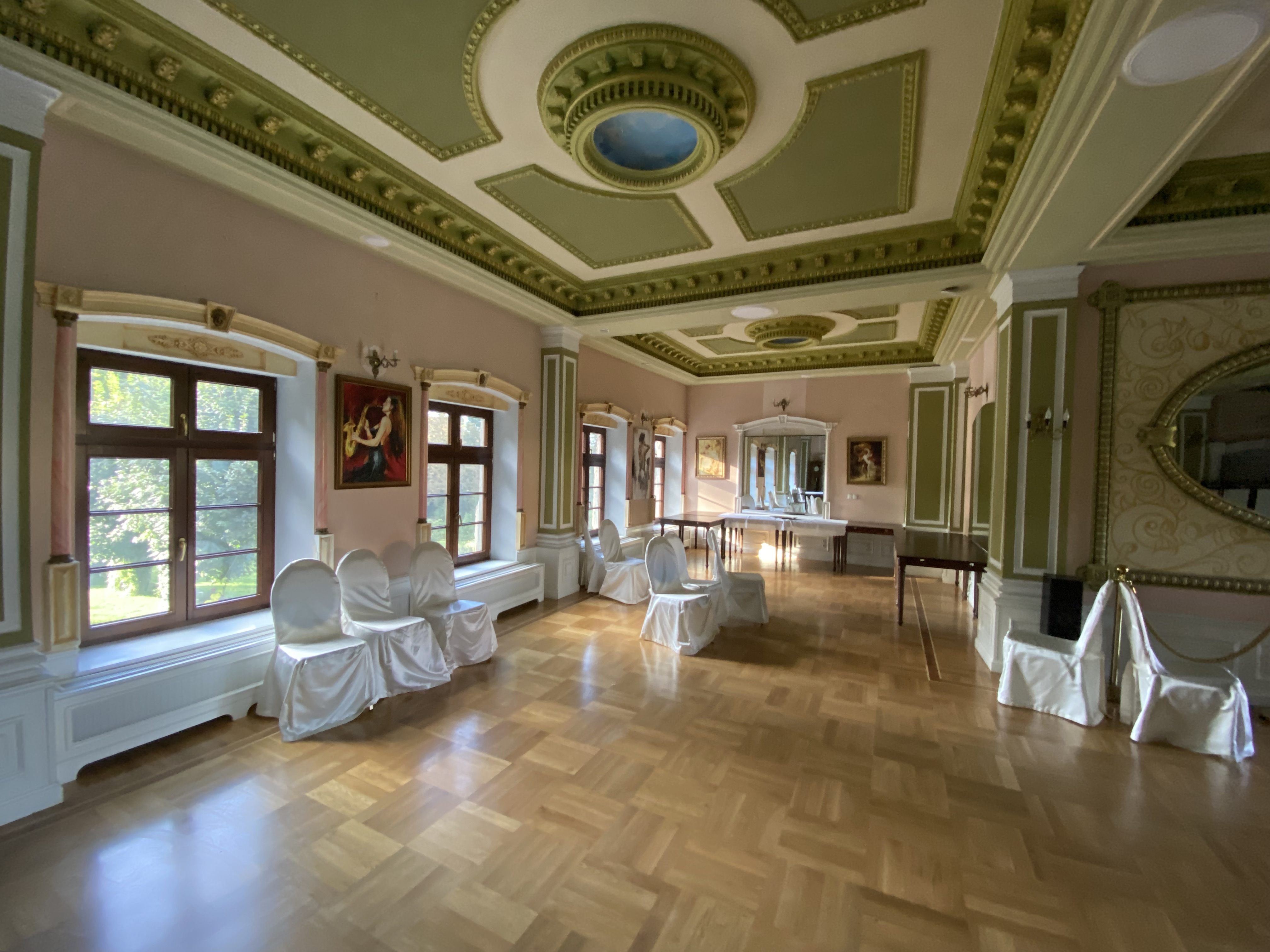
Schloss Gladishof – Spiegel Saal
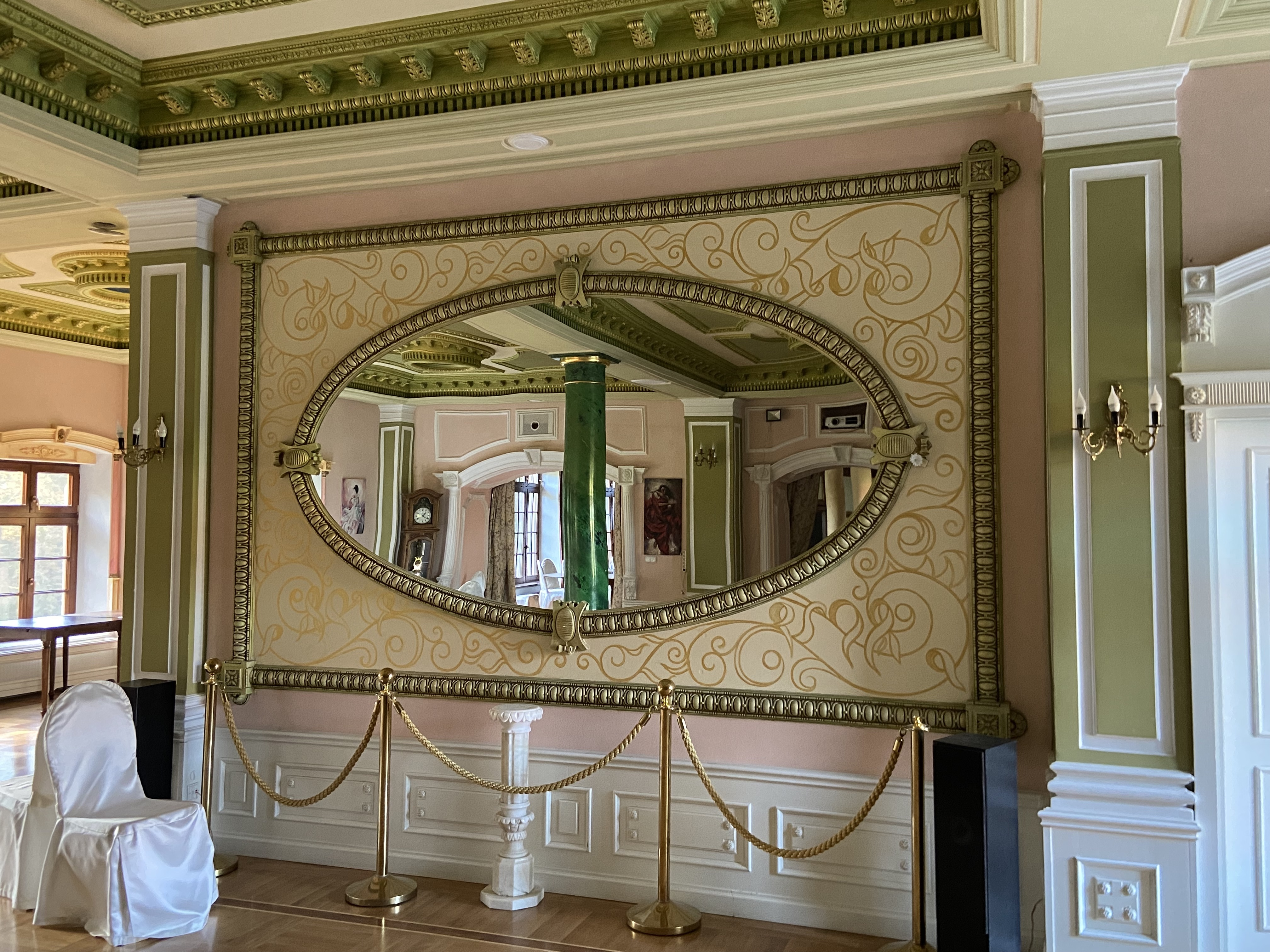
Schloss Gladishof – Spiegel Saal
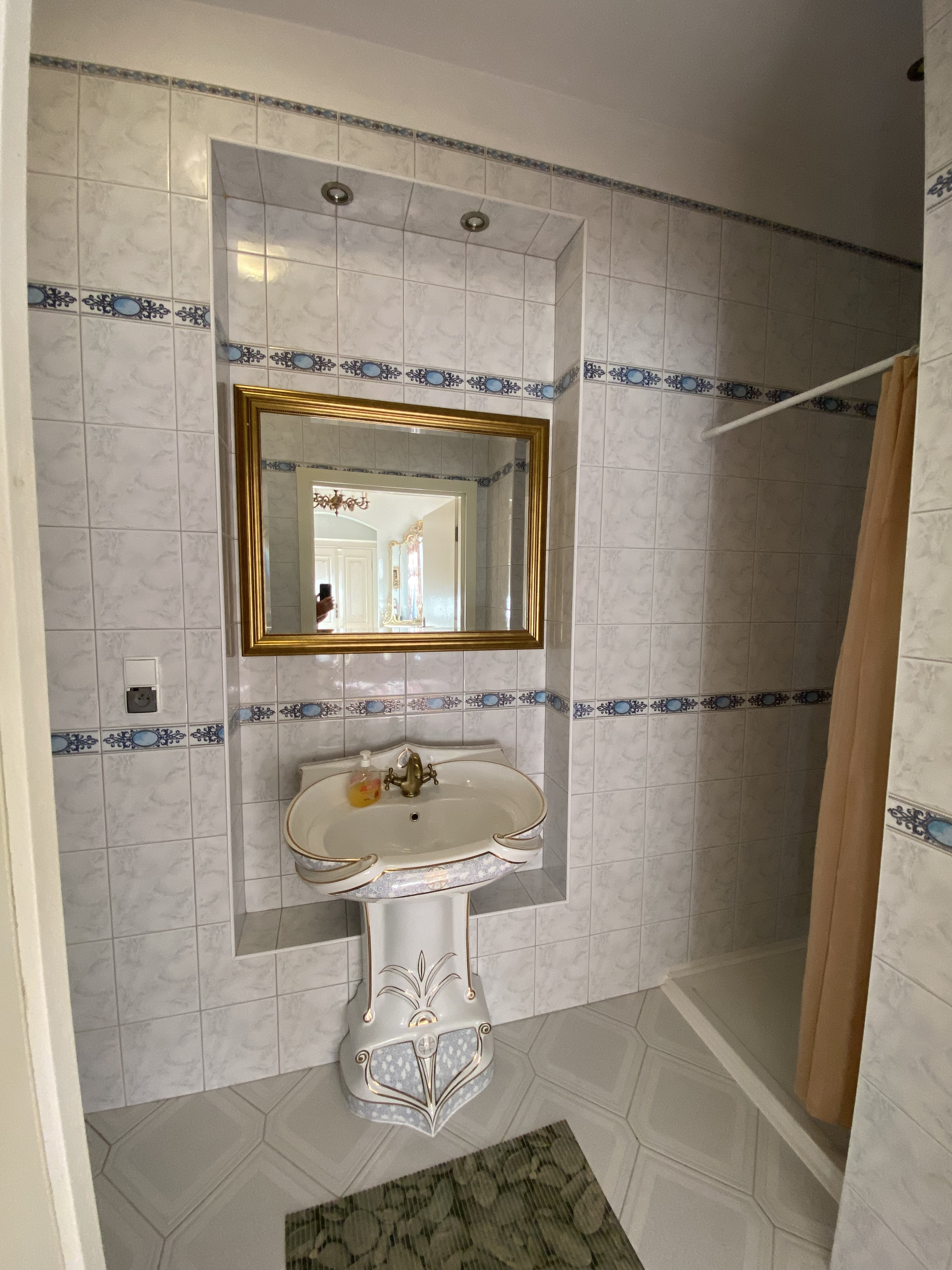
Schloss Gladishof – eines der Badezimmer